# Philodice
Philodice es un género botánico con 2 especies de plantas con flores perteneciente a la familia Eriocaulaceae. Es nativo de América del Sur tropical.

## Taxonomía
El género fue descrito por Carl Friedrich Philipp von Martius  y publicado en Annales des Sciences Naturelles; Botanique, sér. 2, 2: 26. 1834. La especie tipo es: Philadice hoffmannseggii Mart.

## Especies aceptadas
A continuación se brinda un listado de las especies del género Philodice aceptadas hasta marzo de 2014, ordenadas alfabéticamente. Para cada una se indica el nombre binomial seguido del autor, abreviado según las convenciones y usos.
- Philodice cuyabensis (Bong.) Körn.
- Philadice hoffmannseggii Mart.